# Chotcza-Józefów
Chotcza-Józefów ist ein Dorf sowie Sitz der Landgemeinde Chotcza im Powiat Lipski der Woiwodschaft Masowien, Polen.

## Gemeinde
Zur Landgemeinde Chotcza gehören folgende 17 Ortschaften mit einem Schulzenamt:
Baranów
Białobrzegi
Chotcza-Józefów
Chotcza Dolna
Chotcza Górna
Gniazdków
Gustawów
Jarentowskie Pole
Karolów
Kijanka
Kolonia Wola Solecka
Niemieryczów
Siekierka Nowa
Siekierka Stara
Tymienica Nowa
Tymienica Stara
Zajączków